# Foteini Vlachou
Foteini Vlachou (Janina, 1975 - Lisboa, 8 de junho de 2017) foi uma historiadora da arte, professora e investigadora grega cuja contribuição acadêmica ocorreu entre esse país e Portugal. Examinou a arte na periferia e contribuiu para repensar os horizontes da disciplina da história da arte para além das categorias de centro, cânon e nação, tendo sido fundadora e coordenadora da Rede Internacional de Investigação "Art in the Periphery" entre julho de 2013 e até a sua morte em 2017. 

## Percurso
Com uma formação entre Grécia e Portugal, e especializada em história da arte portuguesa do século XVIII e XIX, Vlachou empenhou-se na implementação do discurso sobre a "arte na periferia," criando um grupo de investigação com este nome e desafiando a noção geográfica de periferia e propondo-a como conceito temporal. Também cinéfila, Vlachou manteve o blog especializado no assunto "I Know Where I'm Going" entre 2012 e 2017. 
Foteini Vlachou licenciou-se em história e arqueologia pela Universidade de Ioannina na Grécia em 1997, e posteriormente mudou-se para Creta, onde frequentou o mestrado em History of European Art na Universidade de Creta, concluído em 2003. Durante o mestrado foi bolseira do Centro de História da Arte "El Greco", no Institute for Mediterranean Studies do FORTH (Foundation for Research and Technology-Hellas), onde dirigiu o projeto de reflectografia infravermelha do Instituto, e trabalhou na catalogação digital da literatura sobre o pintor El Greco. Sucessivamente começou o seu doutoramento em história da arte pela mesma universidade,  mudando-se em 2005 para Portugal. Bolseira da Panagiotis and Effi Michelis Foundation, Atenas, Grécia, e sucessivamente da Fundação para a Ciência e a Tecnologia (Lisboa), Vlachou defendeu o seu doutoramento na Universidade de Creta em 2013, com uma tese redigida em grego e intitulada “A arte na periferia europeia: história da pintura em Portugal no início do século XIX."
Entre 25 e 29 de setembro de 2014, no âmbito do projeto interdisciplinar de investigação "Crossing borders: History, materials and techniques of Portuguese painters from 1850-1918. Romanticism, Naturalism and Modernism" (financiado pela Fundação para a Ciência e a Tecnologia), decorreu o seminário que Foteini Vlachou organizou um workshop internacional "Crossing Borders", que teve lugar na Faculdade de Ciências Sociais e Humanas da Universidade Nova de Lisboa, no Museu Nacional de Arte Antiga e no Museu de Arte Contemporânea - Museu do Chiado (MNAC). Este workshop surgia como um primeiro passo em direção a uma necessária abertura das historiografias nacionais e tradições pictóricas de outros países, contando com a participação de especialistas reconhecidos no setor e convidados a partilhar o próprio conhecimento sobre a pintura do século XIX e os problemas teóricos e metodológicos encontrados nas próprias investigações. Neste encontro, Foteini Vlachou apresentou o seu contributo, "‘Natural, Naturalismo, Nacional’: Painting Portuguese Nature during the Nineteenth Century," parte do seu projeto de investigação "Painting history, monarchy and empire in Portugal, c. 1799-1807", financiado com a Bolsa de Investigação para Estrangeiros, Fundação Calouste Gulbenkian, Lisboa, Portugal, que lhe foi atribuída em 2014 para a publicação de um livro sobre este tema.
Em 2015, Vlachou leccionou as disciplinas "Introdução à história da arte" e "Artes Não-Ocidentais" de curso de Licenciatura em História da Arte, tendo sido convocada como Professora Visitante pelo Instituto de História da Arte, da FCSH - Universidade Nova de Lisboa.
A sua investigação prosseguiu no ano seguinte com o projeto de pós-doutoramento "Art and Material Culture in the Iberian Peninsula and Latin America 1870-1914: Making/Unmaking National and Imperial Identities", no Instituto de História Contemporânea da FCSH - Universidade Nova de Lisboa e financiado pela Fundação para a Ciência e a Tecnologia. No mesmo ano, Vlachou recebeu uma bolsa pelo Institute for Cultural Inquiry (ICI), Berlim, para aprofundar a sua investigação com o projeto "What Time for the Periphery?", onde se propunha de analisar a periferia como conceito temporal. No entanto, por motivos de saúde, teve que renunciar a este projeto, permanecendo em Lisboa e tentando dar seguimento ao seu pós-doutoramento.
Tendo como referentes o trabalho historiográfico de Terry Smith, Carlo Ginzburg e Enrico Castelnuovo (entre outros), e adoptando o pensamento filosófico de Louis Althusser para definir a sua metodologia, um dos mais importantes contributos de Foteini Vlachou no questionamento das fronteiras da periferia no contexto da história da arte foi publicado no seu artigo, "Why Spatial? Time and the Periphery"(2016).
Foteini Vlachou escreveu vários artigos publicados em revistas e capítulos de livros sobre arte portuguesa, questões de historiografia e recepção e a periferia. No seu livro de publicação póstuma, The disappointed writer: selected essays, que reúne um conjunto de textos já publicados, outros prontos para serem publicados e outros ainda inacabados, o historiador de arte Terry Smith destaca o papel importante desempenhado por ela, e conclui a sua introdução, "Periphrasis: Provinces, Margins, Peripheries, Centres - Foteini Vlachou and the Decentering of Art history," afirmando: "Como este livro demonstra, Foteini Vlachou tem contado a periferia durante um tempo, e de maneira brilhante. O facto de ela não poder continuar a fazê-lo é uma grande perda, não apenas para os entre nós que fomos inspirados por ela, e para a arte e a teoria nas periferias, mas também para a disciplina da história da arte em si-onde quer que e quando quer que seja praticada."

## Publicações
- Figueira de Faria, Miguel; Vlachou, Foteini; Araújo, Agostinho, Henri L'Évêque (1769-1832). Artista Viajante, Universidade Autónoma de Lisboa, Lisboa, 2017. ISBN 9789898410672.
- Vlachou, Foteini, The disappointed writer: selected essays, Edições do Saguão, Lisboa, 2019. ISBN 9789899994461.
- Vlachou, Foteini, Portuguese Painting at the End of the Ancien Regime c. 1799-1807 : History, Monarchy and the Empire, London, Routledge, 2021. ISBN 9781472474711.

## Reconhecimentos
- 2017 - Menção honrosa no Prémio Grémio Literário, junto com Agostinho Araújo e Miguel Figueira de Faria, pela obra Henri L’Évêque (1769-1832), Artista Viajante. [12]
- 2019 - Em memória e homenagem ao trabalho de Foteini Vlachou no âmbito da arte, o Instituto de História da Arte (IHA) e o Instituto de História Contemporânea (IHC) da Universidade Nova de Lisboa organizaram a Conferência Internacional "Art in the Periphery", que ocorreu entre 14 e 16 de março em Lisboa, Portugal.[13]
- 2019 - na sequência da sua morte, a revista científica Visual Resources - an international journal on images and their uses (ISSN: 1477-2809), da Taylor & Francis, dedicou-lhe os seus números 3-4 do volume 35, intitulado Art and the Periphery, In Memoriam Foteini Vlachou. Inclui um obituário escrito por Noti Klagka, onde é referido que "uma das maiores contribuições de Vlachou para a História da Arte foi o seu esforço por explorar as barreiras impostas à disciplina pelas suas ferramentas metodológicas tradicionais, juntamente com os equívocos que acompanham a arte de certos períodos, áreas geográficas, bem como géneros, devido à sua perceção como periféricos subjugados à dominação influente do centro desenvolvido".[14]